# Ethel Duffy Turner
Ethel Duffy Turner (San Pablo, California, 1885 - Cuernavaca, 1969). Fue una periodista y escritora estadounidense. Fue testigo de los acontecimientos de la Revolución Mexicana. Es conocida por su libro "Ricardo Flores Magón y el Partido Liberal Mexicano". Así como por su relación con el también periodista John Kenneth Turner.

## Vida y obra
El periodo de mayor actividad de Ethel Duffy Turner corresponde con los primeros años de la Revolución Mexicana. Se relaciona directamente con el movimiento magonista. 
En 1909 participó en la edición de The Border, revista que se editaba en Tucson, Arizona, financiada por Elizabeth Trowbridge. Bajo la apariencia de una revista dedicada a la exaltación de la cultura fronteriza de Arizona, estaba orientada a hacer una campaña en defensa de los miembros del PLM presos en los Estados Unidos, así como a la denuncia de la situación social en México durante el régimen de Díaz.
En su libro "Ricardo Flores Magón y el Partido Liberal Mexicano", Ethel Duffy cuenta de qué manera el libro de su compañero John Kenneth Turner, México bárbaro, cambió en Estados Unidos la imagen que se tenía de Porfirio Díaz en los años anteriores a 1910.

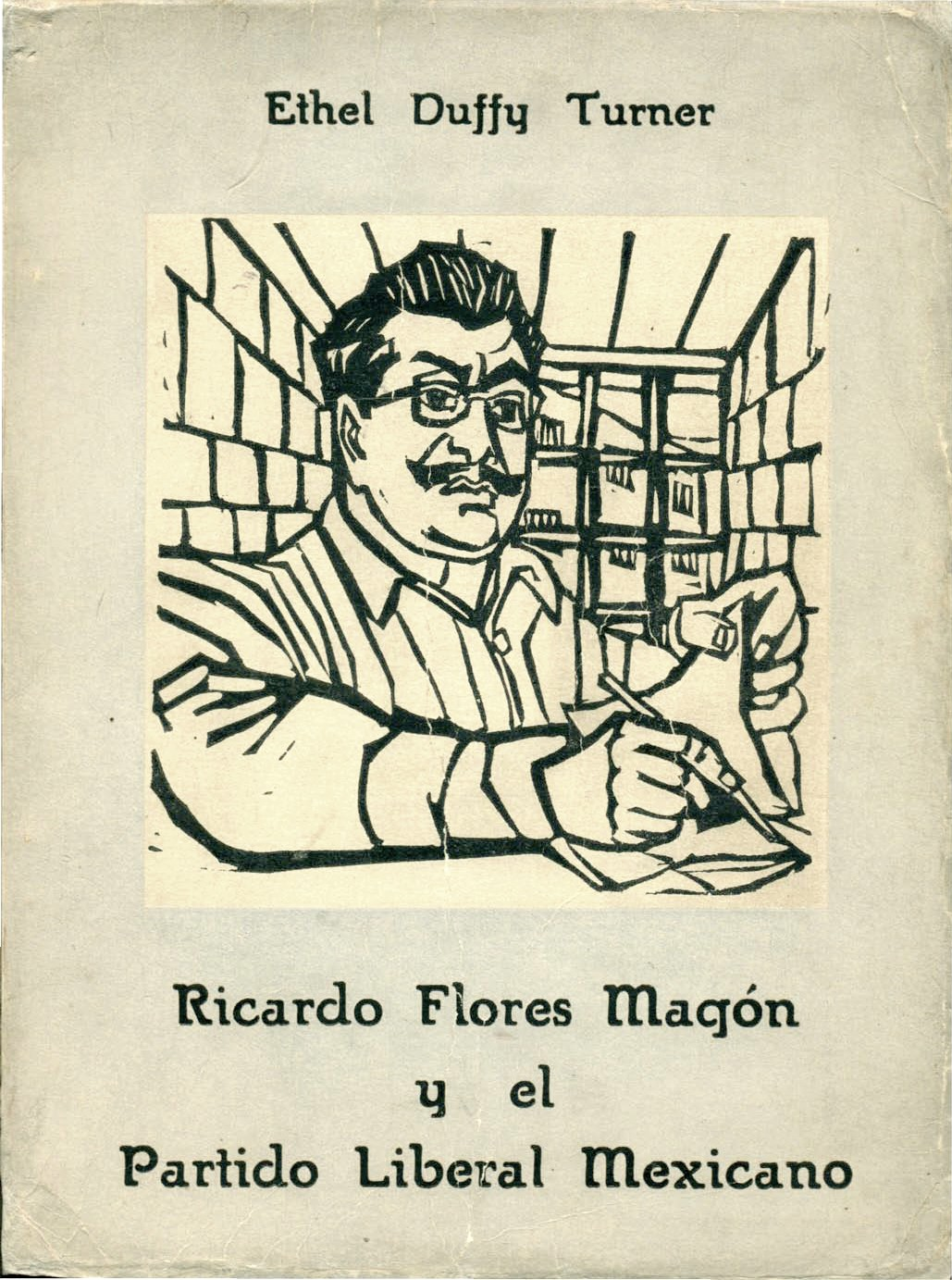
Portada del libro de Ethel Duffy Turner, sobre Ricardo Flores Magón.

Pero aparte de su escritura resalta también el hecho biográfico: su propia participación en los trabajos organizativos de Los magonistas en los Ángeles. Su conocimiento de Antonio Villarreal, Librado Rivera, sus curiosas alusiones acerca de los detectives de la agencia Pinkerton que prestaban servicios privados de represión política, con espías golpeadores y rompehuelgas. En el propio departamento de los Turner en Los Ángeles se llevaron a cabo juntas de los magonistas mientras Ethel Duffy Turner se encarga de editar las páginas en inglés de Regeneración.
El otro libro importantísimo de Ethel Duffy Turner es Revolution in Baja California: Ricardo Flores Magon’s High Noon, que vendría siendo algo así como “La Revolución en Baja California: el mediodía de Ricardo Flores Magón”. El “mediodía” de Flores Magón descrito por Ethel Duffy Turner se mete en detalles de la toma de Tijuana y desglosa quiénes eran filibusteros, soldados de fortuna, y quiénes eran militantes políticos que se jugaban la vida por una idea política.